# La semana más larga
La semana más larga és un còmic de Super Llopis creada per Jan en 1981, composta per vuit capítols. Es recopila en el sisè àlbum del personatge. Encara no s'ha traduït al català.

## Creació
Després d'exercir Jan com a guionista i dibuixant en els dos àlbums anteriors en la sèrie —Los alienígenas i El señor de los chupetes—, amb les seves paròdies respectives de gèneres com el de la ciència-ficció i el fantàstic, l'autor abandona a partir d'aquest àlbum la sàtira com a fil conductor de les historietes per a centrar l'argument en les possibilitats del personatge. Aquest àlbum se centra en el que és mundà i irrellevant de la vida de Llopis, en els esmorzars en què se li crema la llet i en el malament que dorm a les nits. De tot un àlbum de 62 pàgines Super Llopis només apareix a 13 i la majoria d'aquestes són de l'últim capítol. Fruit d'aquest quotidionitat tenim la primera vegada que demana a la taquilla del metro per error un cafè amb llet i un croissant i personatges del seu dia a dia com Ramón el conserge o el botiquer del Colmado Rius.
Tot i ser l'àlbum que té menys aparicions del vestit de Super Llopis també és en el que més s'analitza la condició de superheroi del protagonista. D'una banda, els problemes de la identitat secreta, les sospites dels companys i el cap. De l'altra, com el superheroi incomprès és acusat per la ciutat de coses que no ha fet. A partir d'aquí es pot dir que Jan i els personatges accepten Super Llopis com un superheroi i no ho tornaran a posar en dubte.
Igual que en altres àlbums de la sèrie de l'època, en el còmic es realitza una divisió per capítols, explotant la seva publicació inicial per lliuraments. Els capítols representen en aquesta aventura dies successius, en els quals el total forma una setmana i un dia. D'altra banda, en la historieta fan aparició per primera vegada personatges secundaris que es tornarien habituals en la trama d'altres àlbums com el Dr. Escariano Avieso, Al Trapone o l'inspector Hólmez.

## Trajectòria editorial
La historieta es va publicar inicialment per capítols en la revista Mortadelo Especial als números 104 a 108, 113 a 115. L'aturada es pot debre a que a la mateixa època l'autor estava començant Pulgarcito, que té un parell de cameos a les pàgines 38 i 44, acompanyat pel seu gat Medianoche.
Ha tingut les següents reedicions en altres formats:
- Col·lecció Olé nº6 de la col·lecció de Superlópez publicat l'octubre de 1981. Va ser reeditat per Ediciones B.
- Super Humor Superlópez nº 2 publicat per Ediciones B el juliol de 1987.
- Gran Festival del cómic nº2 d'Ediciones Bruch de setembre de 1988.
- Gente menuda (3ª època) nº296-326 (1995-1996).
- Colección Fans nº6 d'Ediciones B (gener de 2003).
- Las Mejores Historietas del Cómic Español nº15 de Unidad Editorial (juliol de 2005).

A Alemanya, on el personatge va rebre el nom de Super-Meier, l'editorial Condor Verlag va publicar en 1983 els primers capítols d'aquesta aventura en el seu setè número, utilitzant per a la portada una realitzada de manera apòcrifa, mentre que la portada d'aquest àlbum va ser utilitzada en el sisè número i els capítols finals al vuitè.

## Argument
L'aventura es troba estructurada en vuit capítols, un per cada dia:
Lunes (dilluns)
Com de costum, Juan Llopis arriba tard, per la qual cosa el Cap li encarrega treball de més. Acaba la paperassa, però sense poder utilitzar la seva supervelocidad gràcies a la col·laboració inesperada i insistent de Luisa. Jaime, malgrat això, comença a sospitar que Llopis i Super Llopis són la mateixa persona. Més tard, a la ciutat apareix un misteriós forat, resultant d'un experiment de l'inquietant i despistat doctor Escariano Avieso buscant tornar-se ric. Juan decideix investigar el succés, però en aparèixer en el lloc dels fets com Super Llopis, aquest és acusat com a culpable. De tornada a la seva casa, una mosca li impedeix dormir.
Martes (Dimarts)
Dimarts al matí, Llopis inicia el nou dia, endormiscat mentre Escariano Avieso pren mesures a la seva casa i l'inspector Hólmez investiga la seva possible implicació. Ja en l'oficina, Jaime continua sospitant que Llopis i Super Llopis són en realitat la mateixa persona, per la qual cosa decideix vigilar-lo. Per part seva, Super Llopis aprofita l'horari per a investigar nous forats a la ciutat, muntant un truc visual en el seu despatx amb un cartó per a fer semblar que no ha abandonat el seu lloc de treball. En el seu habitatge, la presència de la mosca obliga a Juan a dormir en l'escala.
Miércoles (Dimecres)
A la nit, Escariano Avieso intenta perforar un banc per a poder accedir des de la teulada, però per error perfora l'edifici contigu on viu Juan. Seguidament el capítol mostra de nou la cotidianía de Llopis, a partir d'ara bregant amb el forat. Jaime, mentrestant, descobreix l'engany del cartó, però Juan ingressa a temps en el treball per a ocultar-lo. Una nova fallada de Escariano provoca aquesta vegada un forat en l'oficina. Hólmez, en arribar i veure de nou a Juan, el porta a interrogar com a sospitós, després de la qual cosa Jaime aprofita per a presumir davant tots que havia descobert que Juan era en realitat Super Llopis. A la seva casa, la mosca continua sense deixar agafar el son a Llopis.
Jueves (Dijous)
L'inquietant doctor Escariano Avieso continua amb els seus plans, però, a causa d'un altre descuit més en les seves maniobres nocturnes, torna a causar destrosses en la façana de diversos edificis de la ciutat. A continuació es tornen a mostrar les desventures matinals de Juan, i aquest, en reparar en la destrucció de la ciutat, s'adona que tant els habitants com la policia culpen d'això a Super Llopis. En el treball tots creuen ara que Llopis és Super Llopis, per la qual cosa el Cap li encarrega treball extra aprofitant les seves capacitats. Super Llopis, no obstant això, aconsegueix crear un ardit per a tornar-los a fer creure el contrari.
Viernes (Divendres)
De nou a la nit, Escariano torna a cometre fallades en la manipulació de la màquina, la qual cosa emplena de molts més forats la ciutat. Això provoca que Al Trapone centri la seva atenció en el científic i li proposi una col·laboració amb la seva banda. Al matí, a l'oficina, Llopis s'havia quedat per la seva part adormit fent el treball que se li havia assignat. Després d'acabar-ho, sobrevola com Super Llopis la ciutat per a intentar resoldre l'assumpte dels forats, però desisteix en trobar-se amb la forta oposició dels veïns, els qui organitzen fins i tot una manifestació no autoritzada contra ell.
Sábado (Dissabte)
Després de mostrar de nou les peripècies matutines en l'edifici de Juan i els seus problemes amb l'insecte, l'acció es trasllada de lloc per a mostrar l'atracament d'un banc per part d'Al Trapone, gràcies a l'invent de Escariano. Super Llopis no pot de nou intervenir per l'hostilitat de la població contra ell, i els delinqüents aconsegueixen escapar. No obstant això, l'atracament els havia resultat estèril en guanys, per la qual cosa Al Trapone idea un altre pla per a treure-li partit a la màquina perforadora. Llopis no pot dormir, aquesta vegada pensant en el partit de futbol de l'endemà.
Diumenge (Domingo)
Dia de futbol; tots es dirigeixen a l'estadi del Parchelona F.C., on tindrà lloc un derbi contra el Fespañol (en al·lusió als equips F.C. Barcelona i RCD Español, que encara tenia el seu nom antic). Es descobreix que el pla d'Al Trapone consistia a obrir un forat en l'estadi per a utilitzar-lo com a entrada clandestina a meitat de preu i lucrar-se d'aquesta forma. Super Llopis intenta intervenir per a arreglar el problema, però davant l'acusació general sobre la seva culpabilitat, s'enfureix i es retira al seu refugi a l'Àrtic, Vila Soledad.
Lunes terminal (Dilluns terminal)
En el refugi, després d'un malson causat per les seves discòrdies amb la resta de personatges, Super Llopis s'aixeca decidit a resoldre definitivament la historieta. Després de dirigir-se al cau d'Al Trapone, propina una pallissa a la banda, però Escariano Avieso aconsegueix escapar impune. Després d'avisar a Holmez, aquest felicita a Super Llopis, deslliurant-ho de tota culpa. Els ciutadans aplaudeixen ara l'actuació del superheroi, qui pot per fi dormir tranquil.